# Orlando Mohorović
Orlando Mohorović (* 7. März 1950 in Labin; † 19. November 2018) war ein kroatischer Künstler.

## Biographie
Mohorović kam 1969 nach Düsseldorf und lernte Joseph Beuys kennen. Die Aufnahmekommission der Abteilung „Freie Kunst“ an der Kunstakademie Düsseldorf ließ ihn als Student in der Klasse von Beuys zu. Orlando Mohorović studiert von 1970 bis 1974 Malerei und Bildhauerei. In dieser Zeit entstanden Gemälde des Neuen Realismus, der Konzeptkunst, Skizzen, kleine Zeichnungen und Aquarelle als Vorlagen für Installationen sowie Performances.
1970 hatte er seine erste Ausstellung in der Klasse Beuys im Raum 20 und im Flur der Düsseldorfer Kunstakademie.
Am 5. Februar 1974 wurde er zum Meisterschüler in der Klasse Beuys ernannt. Mohorović gehörte wie viele andere profilierte deutsche Künstler (Jörg Immendorff, Katharina Sieverding, Anselm Kiefer, Blinky Palermo, Sigmar Polke) zur Gruppe der Beuys-Schüler.

## Stipendien
- 1965–1969 Stipendium der Stadt Labin – Schule für angewandte Künste in Split
- 1970–1974 Stipendium der Kunstakademie Düsseldorf

## Ausstellungen

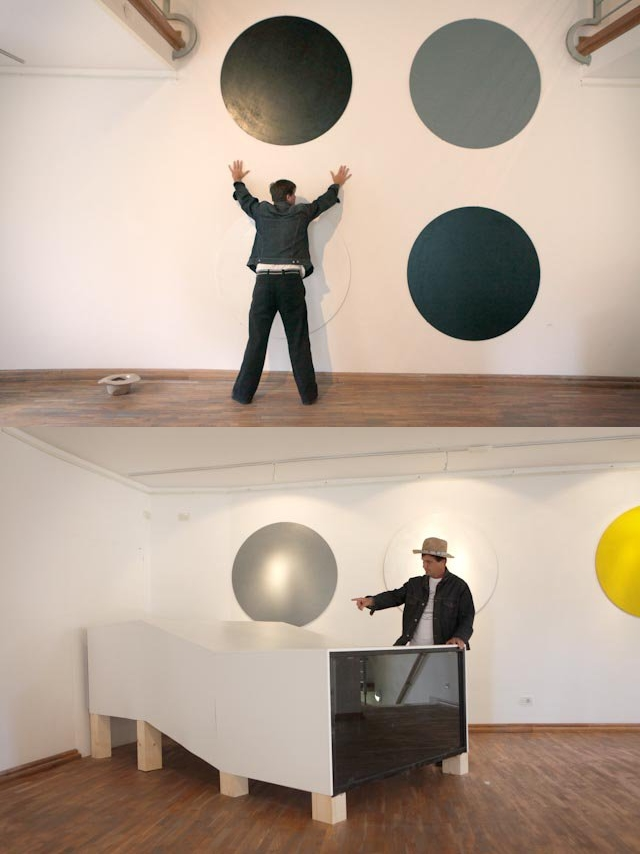
Latest Exhibition

- 1970 „Düsseldorf Kunstakademie“, Raum 20 und Flur
- 1972 Labin „Galerie Orlando“, gewidmet dem zufälligen Passanten Nino Bateli
- 1973 Düsseldorf Kunsthalle „Between 7 – Yes sir, that’s my baby“ und London Gallery House – Goethe Instituts London „Some 260 miles from here…“
- 1974 Pazin „ethnografisches Museum von Istrien“
- 1977 Zagreb „Galerie Dubrava“ (Konzeptkunst)
- 1994 Split „Biennale von Bildern und Skulpturen in Kleinformat“
- 2001 Karlovac „Triennale Kroatische Aquarelle“
- 2003 Ravenna „XIV Biennale Internazionale Dantesca“
- 2006 Sarajevo „Galerie Roman Petrović“
- 2008 Pula „Museum of Contemporary Art“ Netz installation
- 2010 Rijeka „Gallery Juraj Klović“ O.Mohorović - A.Flor
- 2010 Bad Kissingen, Bismarck Museum, O. Mohorovic - Takako Saito
- 2011 New York „Gallery MC“ Inter Imago
- 2012 New York „Gallery MC“ Inter Imago Armory
- 2013 Venice, Biennial project - Palazo degli Angeli

## Auszeichnungen
- 1967 und 1968 Split „Kunstpreis für junge Künstler“
- 1972 und 1975 Rovinj „Grisia“
- 1983 Opatija „Extempore 83“
- 2001 Labin „Künstlerpreis der Stadt Labin – pod lozom“

## Sammlungen
Buzet „Heimatmuseum“; Labin „Volksmuseum“; Pula „Städtische Kunstsammlung“; Labin „Rathaus“
Belgrad „Volksuniversität Bruder Stamenković“; Pazin „Stadtmuseum“; Ozalj „Kunstsammlung Slave Rackaj“; Ravenna „Kunstsammlung Centro Dantesca“